# 马里讷
马里讷（法語：Marines，法語發音：[maʁin] ⓘ）是法国法兰西岛大区瓦兹河谷省的一个市镇，属于蓬图瓦兹区。

## 地理
马里讷（49°8'42"N, 1°59'1"E）面积8.26 平方千米，位于法国法蘭西島大區瓦兹河谷省，该省份为法国北部内陆省份，北起瓦兹省，西接厄尔省，南至塞纳-圣但尼省、上塞纳省和伊夫林省，东临塞纳-马恩省。
与马里讷接壤的市镇（或旧市镇、城区）包括：韦克桑地区讷伊、弗雷梅库尔、布雷昂松、布里尼昂库尔、沙尔、勒欧尔姆、桑特伊。

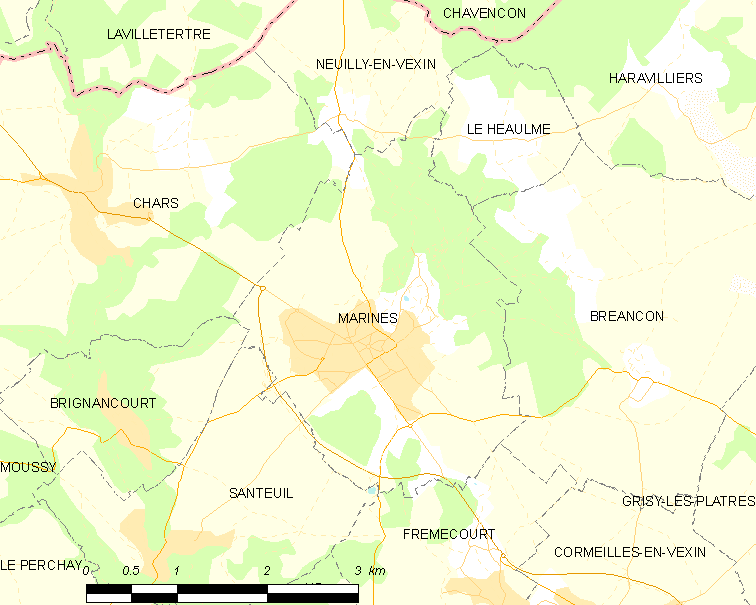
马里讷的OSM定位图

马里讷的时区为UTC+01:00、UTC+02:00（夏令时）。

## 行政
马里讷的邮政编码为95640，INSEE市镇编码为95370。

## 政治
马里讷所属的省级选区为蓬图瓦兹县。

## 人口

1962-2008年间马里讷人口变化图示

马里讷于2022年1月1日时的人口数量为3508人。